# Alexandre-Joseph-Séraphin d'Haubersart
Alexandre Joseph Séraphin, comte d'Haubersart (Douai, 18 octobre 1732 - Douai, 16 août 1823), est un magistrat et homme politique français des XVIIIe et XIXe siècles.

## Biographie
Baptisé à Coutiches le 19 octobre 1732, (fils de Louis-François d'Haubersart et d'Anne Florence née Favier), il est élève au collège d'Anchin, tenu alors par les jésuites. Ses succès sont si éclatants que ses maîtres veulent le faire entrer dans leur société, mais telle n'est pas sa vocation.
Il fait son droit à la faculté de Douai et entre, en 1754, au Parlement de Flandre, en qualité de substitut du procureur général. Il débute sous les auspices de monsieur de Calonne.
En 1763, Calonne, devenu intendant de Flandre, propose à son ancien substitut d’être son subdélégué pour les villes de Douai et d'Orchies. Alexandre d’Haubersart accepte et devient en même temps conseiller pensionnaire de la ville de Douai et directeur du mont-de-piété. C'est dans cette situation que le trouve la Révolution. Éloigné des affaires, il attend dans la retraite que les circonstances lui permettent de rentrer dans la vie publique.
En l'an VIII, lorsque le gouvernement consulaire, réformant l'organisation des tribunaux, institue les cours d'appel, il s'agit de donner un chef à celle créée à Douai, pour les départements du Nord et du Pas-de-Calais. Alexandre d’Haubersart est appelé à ce poste. Pendant treize ans, de 1800 à 1813, il est à la tête de la Cour d'appel de Douai qui devient, en 1811, Cour impériale.
Élu en 1805 député du Nord au Corps législatif (5 vendémiaire an XII, il est, deux ans après, nommé président de la commission de législation instituée dans cette assemblée, lors de la suppression du Tribunat. Il fait, au nom de la commission, plusieurs rapports sur le Code d’instruction criminelle et le Code pénal.
Alexandre d’Haubersart a été, depuis plusieurs années, désigné par le collège électoral du Nord, comme candidat au Sénat conservateur, lorsqu'en 1813 l'Empereur le présente, pour une place vacante, concurremment avec deux de ses collègues, le premier président de la Cour impériale de Gênes et le premier président de la Cour impériale d’Agen. Alexandre d'Haubersart est élu par le Sénat.
En 1814, Le roi Louis XVIII élève le comte d'Haubersart à la dignité de Pair de France et au grade d’officier de la Légion d'honneur (il était chevalier, depuis la création de l'ordre, le 25 prairial an XII).
Alexandre d'Haubersart reste en poste pendant neuf ans, jusqu'à sa mort à Douai le 16 août 1823 et il repose au Panthéon douaisien.
Il est créé chevalier de l'Empire le 28 janvier 1809, baron le 17 mai 1810, baron avec majorat le 25 mars 1813, et comte le 19 juin 1813.
Il a épousé Rosalie Claire Ursule Raison (1746-1788).

## Titres
- Chevalier Dhaubersart et de l'Empire (à la suite du décret du 25 prairial an XII le nommant membre de la Légion d'honneur, lettres patentes du 28 janvier 1809, (Paris)) ;
- Baron d'Haubersart et de l'Empire (décret du 22 avril 1810, lettres patentes du 17 mai 1810 (Gand), institution de majorat, attaché au titre de baron, accordée par lettres patentes du 25 mars 1813, à Paris) ;
- Comte d'Haubersart et de l'Empire (lettres patentes du 19 juin 1813, Saint-Cloud).
- Pair de France[1] :
  - Pair « à vie » par l'ordonnance du 4 juin 1814,
  - Confirmation de pairie à titre héréditaire par l'ordonnance du 19 août 1815 ;
  - Titre de comte-pair héréditaire le 31 août 1817, (lettres patentes du 8 janvier 1818, sans institution de majorat de pairie).

## Distinctions
- Légion d'honneur[2] :
  - Légionnaire (25 prairial an XII), puis,
  - Officier de la Légion d'honneur (31 juillet 1814).

## Armoiries
| Figure | Blasonnement |
|        | Armes du chevalier Dhaubersart et de l'Empire Selon ses lettres patentesD'azur, au chevron de gueules chargé du signe des chevaliers accompagné en chef d'une étoile d'or et en pointe d'une balance d'argent. - Livrées : les couleurs de l'écu On trouve aussiD'azur au chevron de gueules, chargé du signe des chevaliers légionnaires, et accompagné au chef de deux étoiles d'or, et, en pointe d'une balance d'argent.                            |
|        | Armes du baron d'Haubersart et de l'Empire D'azur, au chevron d'or, accompagné en chef et deux étoiles du même et en pointe d'une balance d'argent ; franc-quartier des barons [premiers] présidents de notre cour d'appel., - Livrées : les couleurs de l'écu On trouve aussiD'azur au chevron de gueules, accompagné au chef de deux étoiles d'or, et, en pointe d'une balance d'or ; au franc-quartier des [barons] Présidents de cour d'Appel.      |
|        | Armes du comte d'Haubersart et de l'Empire Selon ses lettres patentesD'azur au chevron d'or, accompagné en chef de deux étoiles du même et en pointe d'une balance d'argent ; franc-quartier des comtes sénateurs brochant au neuvième de l'écu. - Livrées : bleu, jaune, blanc, rouge On trouve aussiD'azur au chevron de gueules, accompagné au chef de deux étoiles d'or, et, en pointe d'une balance d'or ; au franc-quartier des Comtes Sénateurs. |
|        | Armes du comte d'Haubersaert, pair de France, D'azur au chevron d'or chargé de deux épées appointées de sable, accompagné en chef de deux étoiles d'argent, et en pointe d'une balance du même., |

## Ascendance et postérité
Fils de Louis François d'Haubersart (1691-1752) et d'Anne Florence Favier (1704-1790, fille Philippe Marie Favier (1668-ca 1713), seigneur de La Croisette), Alexandre Joseph Séraphin d'Haubersart épousa Rosalie Ursule Claire Raison (7 août 1746 - Douai ✝ 17 juillet 1788 - Douai).
- Ensemble, ils eurent:
  - Rosalie Caroline Florence (23 juin 1769 - Douai ✝ 11 octobre 1769 - Douai) ;
  - Philippe Auguste Marie (8 janvier 1770 - Douai ✝ 28 novembre 1781) ;
  - Alexandre Florent Joseph (22 janvier 1771 - Douai ✝ 5 avril 1855 - Paris), 2e comte d'Haubersart, pair de France, commandeur de la Légion d'honneur[9], marié, le 3 mai 1801, avec Brigitte Merlin (1782-1858), fille de Merlin de Douai et veuve de Dubois de Crancé (1773-1800, tué au passage du Rhin), dont :
    - Louise Marie (18 mars 1802 - Dunkerque ✝ 19 janvier 1884 - Paris), mariée, le 1er mai 1822 à Paris, avec Victor Alexis Bérard  (1792-1857), banquier, cousin de Louis Bérard, dont postérité ;
    - Alexandre Auguste (7 août 1803 - Dunkerque ✝ 30 mai 1868 - Paris), 3e comte d'Haubersart, député du Nord (arrondissement de Cambrai, pendant quatre législatures : 1835-1848), auditeur au conseil d'État (6 septembre 1825), maître des requêtes (30 août 1830), sans alliance, officier de la Légion d'honneur ;
    - Clémence Hermance (29 janvier 1805 - Dunkerque ✝ 20 novembre 1879 - Paris), mariée avec Marie Louis François Constant Himbert de Flégny (1785-1849, fils de Louis-Alexandre Himbert de Flégny), baron de Flégny, auditeur au conseil d'État, intendant militaire, sous-préfet, chevalier de la Légion d'honneur ;

  - Jean Edouard Henri (11 mars 1772 - Douai ✝ 22 octobre 1812 - Ben Alcazar, près de Cordoue, Espagne), capitaine de dragons, chevalier de la Légion d'honneur[10] ;
  - Catherine Ursule Joseph (29 janvier 1773 - Douai ✝ 11 août 1850 - Douai), mariée le 2 février 1795 à Douai, avec Antoine Philippe Joseph Dronsart (1768-1809), adjoint au maire de Douai (1795), garde général de l'administration forestière de Valenciennes (1800), directeur du mont-de-piété de Douai (1805), dont postérité ;
  - Charles Louis  (4 avril 1775 - Douai ✝ 3 juin 1777) ;
  - Charles Louis Joseph (24 janvier 1779 - Douai ✝ 28 août 1863 - Douai, inhumé dans le « caveau d'Haubersart » du Panthéon douaisien), baron d'Haubersart, inspecteur des contributions directes du département de Vaucluse (département) (1808), conseiller général du Nord, marié, le 27 décembre 1831 à Lille, avec Marie Clémentine de Lespaul de Lespierre (1803-1893, fille de Clément Joseph de Lespaul (1770-1827), écuyer, seigneur de Lespierre, officier de gendarmerie), dont :
    - Paul Alexandre Jean (12 juillet 1833 - Douai ✝ 20 mai 1868 - Paris), baron d'Haubersart, secrétaire d'ambassade de « troisième classe » chevalier de l'ordre impérial de la Légion d'honneur (décret de Napoléon III, Les Tuileries, 5 janvier 1867), chevalier des ordres de Pie IX et de François Ier, commandeur de l'ordre de Saint-Sylvestre, marié le 8 septembre 1863 avec Laurence Quecq d'Henripret (1840-1915, fille de Lucien Quecq d'Henripret (1799-1887), Juge au Tribunal de première instance de Cambrai), dont
      - Marthe Marie (5 septembre 1866 - Cambrai ✝ 25 mars 1941 - Viroflay), mariée, le 30 décembre 1885 à Douai, avec Raoul, 3e baron des Rotours (1860-1900), député du Nord (Douai, 1897-1900), dont postérité ;
      - Maurice Joseph (22 août 1867 - Cambrai ✝ 3 septembre 1867) ;

    - Marie Charlotte Catherine (21 août 1834 - Aubencheul-au-Bac ✝ 21 février 1904 - Lille), mariée le 22 août 1855 avec Amédée Louis de Beugny d'Hagerue (1818-1910), écuyer (d'où 2 fils décédés sans postérité).